# 索尼音乐娱乐中国
索尼音乐娱乐中国控股有限公司（英語：Sony Music Entertainment China Holdings Limited）是美国索尼音乐娱乐股份有限公司、騰訊音樂娛樂集團旗下经营中国大陆业务的分公司。

## 历史
1994年8月，索尼音乐于北京市朝阳区成立“美国索尼音乐娱乐中国有限公司北京代表处”，主要提供业务联络工作，目前该代表处已注销。2001年2月，索尼音乐于上海市静安区成立“美国索尼音乐娱乐中国有限公司上海代表处”，主要提供业务联络工作（该代表处已注销）。2001年5月，索尼数字音频光盘欧洲有限公司、上海新汇文化娱乐（集团）有限公司与上海精文投资有限公司于上海市松江工业区共同成立“上海新索音乐有限公司”，主要经营音像制品出版业务。2006年9月，于北京市朝阳区成立“北京星光灿烂科技服务有限公司”，由索尼音乐娱乐中国控股有限公司全资控股，主要经营音乐版权代理业务。2015年2月，于中国（上海）自由贸易试验区成立“索尼音乐娱乐（上海）有限公司”，主要经营演出及经纪业务。2018年7月，陈国威成为了索尼音乐娱乐大中华区董事总经理。

## 旗下艺人

### 索尼音樂娛樂（中國）
| 男歌手   | 男歌手   | 男歌手 |
| -------- | -------- | ------ |
| 邓典     | 田燚     | 謝天笑 |
| 林彥俊   | 王博文   | 黄礼格 |
| 光澤     | 王一哲   | 胡鴻鈞 |
| 黃子弘凡 | 王祖藍   |        |
| 女歌手   |          |        |
| 黄绮珊   | 鄭乃馨   | 關心妍 |
| 安崎     | 文文     | 劉人語 |
| 洪一諾   | 迪麗熱巴 | 蘇芮琪 |
| 张紫宁   | 何洁     | 李慧珍 |
| 小潘潘   | 泳恩     | 徐百慧 |
| 组合     |          |        |
| 絲絨公路 |          |        |

### RCA唱片（中國）
| 男歌手 | 男歌手 | 男歌手 |
| ------ | ------ | ------ |
| 人凱   |        |        |
| 女歌手 |        |        |
| Sunnee | 王詩安 | 甄濟如 |

## 解约艺人
- 巫啟賢
- 胡夏（2010年－2015年）
- 魏佳庆（2008年－2010年）
- 李易峰（2010年－2013年）
- 李尚尚（2011年－2013年）
- 苏醒（2009年－2014年）
- 黃義達（2013年－2014年）
- 王野（2010年－2014年）
- 金贵晟（2013年－2020年）
- 吴牧野（2018年－2020年）
- 隔壁团（2013年－2020年）
- 陳明憙（2019年－2023年）

### 前索尼声像/新索音乐
- 刘欢（1997年－2002年）2002年约满，2003年跳槽京文唱片
- 韩磊（1997年－1999年）1999年约满
- 毛宁（1997年－2000年）2000年约满，2003年跳槽21东方唱片
- 李春波（1998年-1999年）1999年约满，2004年跳槽天艺音像
- 满江（1998年 - 2002年）2002年约满，2004年跳槽易柏文化
- 金海心（1998年 - 2002年）2002年跳槽华纳唱片
- 陈明（1999年－2002年）2002年约满，2004年跳槽京文唱片
- 周迅（2000年－2001年）2001年跳槽华纳唱片
- 李娅莎（2000年－2002年）2002年约满，2006年跳槽华特音乐
- 杨赟（2000年 - 2003年）
- 王子鸣（2000年 - 2004年）2004年自立大人音乐，2009年跳槽香港KS娱乐
- 满文军（2000年 - 2005年）2005年跳槽太合麦田
- 韩雪（2001年－2007年）2007年约满，2012年跳槽金牌大风
- 陆毅（2003年 - 2005年）2005年约满
- 大地乐队（2004年－2006年）2006年约满
- 黄奕（2004年－2007年）2008年跳槽星光国际
- 倪睿思（2004年－2007年）2007年约满
- 李泉（2005年－2008年）2008年跳槽当然娱乐
- 陈坤（2005年－2008年）2008年跳槽银鱼音乐
- 秦海璐（2005年－2006年）2006年跳槽华纳唱片

### 前BMG唱片
- 孙楠（1993年－2001年）合約包括藝能動音部份，2003年跳槽华纳唱片
- 李泉（1999年－2001年）2001年跳槽天中唱片，2005年跳槽新索音乐
- 瞿颖（1998年－2001年）2003年跳槽中信文化
- 辛欣（1998年－2001年）2001年跳槽歌莱美唱片
- 丁薇（2000年－2005年）2005年退出
- 纪茹璟（2000年－2001年）2002年跳槽吉神文化
- 林依轮（2000年－2001年）2002年跳槽天中唱片
- 陈坤（2003年－2005年）2005年转至新索音乐